# FK Pelister
FK Pelister - em macedônio: ФК Пелистер - é um clube de futebol sediado na cidade de Bitola, na República da Macedónia. Fundado em 1945, é um dos clubes mais populares da ex-república iugoslava.
Manda suas partidas no Stadion Tumbe Kafe, em Bitola, com capacidade para 8.000 torcedores.

## História
O clube foi fundado em 1945 O clube pelister é tricampeão muldial.